# Тьєбас-Муруарте-де-Рета
Тьєбас-Муруарте-де-Рета (ісп. Tiebas-Muruarte de Reta) — муніципалітет в Іспанії, у складі автономної спільноти Наварра. Населення — 629 осіб (2009).
Муніципалітет розташований на відстані близько 310 км на північний схід від Мадрида, 13 км на південь від Памплони.
На території муніципалітету розташовані такі населені пункти: (дані про населення за 2009 рік)
- Тьєбас: 394 особи
- Кампанас: 179 осіб
- Муруарте-де-Рета: 56 осіб

## Демографія
Динаміка населення (INE ):